# فهرست مقالات مرتبط با اسرائیل

پرچم اسرائیل

موقعیت اسرائیل

فهرست زیر شامل مقالات مرتبط با اسرائیل است:

## کشور اسرائیل

### جغرافیا
- اسرائیل
- مناطق اسرائیل
- دریای مرده
- جغرافیای اسرائیل
- حیفا
- رود اردن
- شهر قدیم اورشلیم
- اورشلیم
- دریای طبریه
- کوه معبد
- تزفات
- دیوار غربی
- تلآویو

### مکان‌ها
- فرودگاه بن گوریون
- سرزمین اسرائیل

### موقعیت‌ها
- سینمای اسرائیل
- فرهنگ اسرائیل
  - زبان عبری
- کشاورزی در اسرائیل
- جمعیت‌شناسی اسرائیل
  - اسرائیلی‌ها
  - کیبوتص
  - یهودیان
- آموزش در اسرائیل
  - دانشگاه عبری اورشلیم
  - علم و فناوری در اسرائیل
- اقتصاد اسرائیل
- زمان استاندارد اسرائیل
- تأمین و تصفیه آب در اسرائیل
- گردشگری در اسرائیل
- دین در اسرائیل
  - یهودیت
  - اسلام
- مراقبت‌های بهداشتی در اسرائیل

### سیاست و مذهب
- به رسمیت شناختن بین‌المللی اسرائیل
- قوانین اساسی اسرائیل
- خدمت اجباری در اسرائیل
- نیروهای دفاعی اسرائیل
- علیا
- نشان اسرائیل
- کابینه اسرائیل
- پرچم اسرائیل
- صنایع دارویی تیوا
- پادشاهی اسرائیل (گروه)
- اسرائیل هیوم
- پلیس اسرائیل
- نیروهای امنیتی اسرائیل
- زبان‌های اسرائیل
- هتیکوا
- کنست
- موساد
- فهرست روسای جمهور اسرائیل
- فهرست نخست وزیران اسرائیل
- گروه چهارجانبه درباره خاورمیانه
- آژانس یهود برای اسرائیل
- نخست‌وزیر اسرائیل
- سیاست اسرائیل
- رئیس‌جمهور اسرائیل
- صهیونیسم
- ورزش در اسرائیل

## تاریخ اسرائیل
- تاریخ اسرائیل
- شورش یهودیان در فلسطین
- نقشه دالت
- کشتارهای جنگ ۱۹۴۸
- فاجعه پاتریا
- جنگ ۱۹۴۸ فلسطین
- بمب‌گذاری سفارت بریتانیا (۱۹۴۶)
- درگیری اعراب و اسرائیل
- اعلامیه استقلال اسرائیل
- حمله به مسجد النورین (۲۰۱۱)
- شیکل جدید اسرائیل
- پیمان اسلو
- جنگ شش‌روزه
- حادثه بیتا
- فهرست حملات ایرگون
- یکشنبه سیاه ۱۹۳۷
- بمب‌گذاری قطار قاهره-حیفا ۱۹۴۸
- حملات هوایی ۲۰۲۴ به حمص
- تحریم اسرائیل

## حقوق بشر در اسرائیل
- حقوق بشر در اسرائیل
- اتهام نسل‌کشی فلسطینیان
- اسرائیل و آپارتاید
- نقد اسرائیل
- اتهام همدستی ایالات متحده در جنایات جنگی اسرائیل در جنگ اسرائیل و حماس